# B.1.617
Die Variante B.1.617 mit den Untervarianten (Subkladen) B.1.617.1 (Kappa), B.1.617.2 (Delta) und B.1.617.3 ist eine durch Mutationen entstandene Variante des Coronavirus SARS-CoV-2.
Sie wurde in Form ihrer relevantesten Untervariante Delta B.1.617.2 erstmals am 5. Oktober 2020 in Indien im Bundesstaat Maharashtra nachgewiesen, in Großbritannien erstmals Mitte Februar, in Deutschland im März 2021. Weltweit verbreitete sich Delta B.1.617.2 ab Januar 2021, wurde Mitte Mai 2021 von der WHO als besorgniserregende Variante (Variant of Concern, VOC) eingestuft und setzte sich ab Juni bis September 2021 gegen die anderen Varianten durch.
Die Obervariante B.1.617 kombiniert Eigenschaften, die auch in der Alpha- und Beta-Variante des Coronavirus SARS-CoV-2 auftreten.

## Variante B.1.617 (Indien)
Eine Anfang Mai 2021 vorveröffentlichte Tierversuch-Studie deutscher Wissenschaftler zeigte schwerere Lungenentzündungen bei Hamstern als beim COVID-Wildtypus. Die Ergebnisse lassen sich nicht 1:1 auf den Menschen übertragen.
Die Wissenschaftler analysierten auch den Wirtszelleintritt bei B.1.617 in verschiedene menschliche Zelllinien. Bei zwei aus Lungen- und Darmgewebe stammenden Zelllinien konnte das Team eine um 50 % erhöhte Eintrittseffizienz des Virus nachweisen. Die Antikörper blockieren den Zelleintritt von B.1.617 schwächer als den des Wildtypus.

## Verbreitung

### Verbreitung in Deutschland
In einem Hochhaus der Stadt Velbert in Nordrhein-Westfalen wurde die Variante B.1.617 im Mai 2021 bei 27 Menschen nachgewiesen, vermutlich habe es eine Ansteckung im Aufzug des Hochhauses gegeben. Seit Mitte April 2021 beobachtet das RKI einen kontinuierlich steigenden Anteil. In Deutschland machte B.1.617 Anfang Mai 2021 rund 2 % der sequenzierten Proben aus. Weiter verbreitete sie sich in Deutschland nicht in ihrer Ursprungsform, sondern als Untervariante Delta (B.1.617.2) mit ihren Untervarianten AY.* (alias B.1.617.2.*), die ab Juli 2021 das Infektionsgeschehen bestimmte.

### Verbreitung in Indien

COVID-19-Dichte in Indien (18. Mai 2021)

Medienberichten zufolge seien bis Mitte April 2021 von dieser Variante des Virus allein im indischen Bundesstaat Maharashtra 60 Prozent der neuen COVID-19-Erkrankungen verursacht worden; am 15. April 2021 erreichte dort die Zahl der Neuinfektionen mit 200.739 Corona-Fällen zum siebten Mal in nur acht Tagen einen neuen Höchstwert.
Bis Mitte April 2021 sei die Zahl der an COVID-19 erkrankten Kinder – vor allem in der Altersgruppe zwischen ein und fünf Jahren – stark gestiegen. Die indischen Behörden meldeten, religiöse Großveranstaltungen und Wahlkampfkundgebungen seien zu Superspreading-Events geworden.

### Verbreitung in Großbritannien
Ende März 2021 wurde die Variante B.1.617 in Großbritannien erstmals nachgewiesen.
Großbritannien stufte sie Anfang Mai als „besorgniserregend“ ein, da sie sich in Großbritannien ausbreitete und es zunehmend Hinweise auf lokale Ausbrüche gab.
Seit erstem Auftreten dieser Variante gab es mehr Nachweise als bei allen anderen „Variant under Investigation“ (VUI) und „Variant of Concern“ (VOC).
Deswegen stufte die deutsche Bundesregierung Ende Mai 2021 das Vereinigte Königreich von Großbritannien und Nordirland einschließlich der Isle of Man, aller Kanalinseln und aller britischen Überseegebiete als Virusvariantengebiet ein. Diese Untervariante erfordere „besondere Aufmerksamkeit“, hieß es. Der Anteil von B.1.617 war höher als der der Varianten Gamma (P.1) und Beta (B.1.351).

### Verbreitung in anderen Ländern
Bis Ende April 2021 wurde die Variante B.1.617 in mehreren Ländern nachgewiesen, darunter dem Vereinigten Königreich (erstmals am 22. Februar 2021), den Vereinigten Staaten (23. Februar 2021), Singapur (26. Februar 2021), Deutschland (1. März 2021), Australien (16. März 2021), Belgien (25. März 2021) und der Schweiz (29. März 2021).

## Wirkung von Impfstoffen
Eine vorveröffentlichte Studie der New York University vom Mai 2021 untersuchte im Labor, wie gut Antikörper Genesener, die mit mRNA-1273 (Moderna) oder mit BNT162b2 (Biontech/Pfizer) geimpft worden waren, an mutierte Virusproteine binden. Danach sei die Wirksamkeit der Antikörper bei Infektionen mit B.1.617 nur etwas geringer als bei den gegen den Wildtyp von SARS-CoV-2 entwickelten Impfstoffen, eine Schutzwirkung sei demnach auch weiterhin vorhanden. Eine vorveröffentlichte Untersuchung mit Covaxin kam im April 2021 zu ähnlichem Ergebnis, die Neutralisation von B.1.617 sei halb so gering wie beim Wildtyp von SARS-CoV-2 und damit weniger beeinträchtigt als bei der südafrikanischen oder brasilianischen Variante. Eine vorveröffentlichte Studie schloss aus der Analyse von Neutralisationstests von Genesenen oder mit mRNA-Impfstoffen Geimpfter, dass die Schutzwirkung dieser Impfstoffe gegenüber B.1.617 wahrscheinlich erhalten bleibe. Veränderte Spike-Proteine führten zu einer „geringfügig reduzierten Empfindlichkeit“ gegenüber den durch die Impfung gebildeten Antikörpern.
Eine vorveröffentlichte Studie vom Mai 2021 kam zum Ergebnis, die Untervariante Kappa (B.1.617.1) sei 6,8-fach resistenter gegen Neutralisation durch Impfstoffe von COVID-19-Genesenen sowie Moderna- und Pfizer-geimpften Personen. Dennoch konnte ein Großteil der Seren von Genesenen und alle Seren von Geimpften die Variante Kappa noch neutralisieren.

## Mutationen

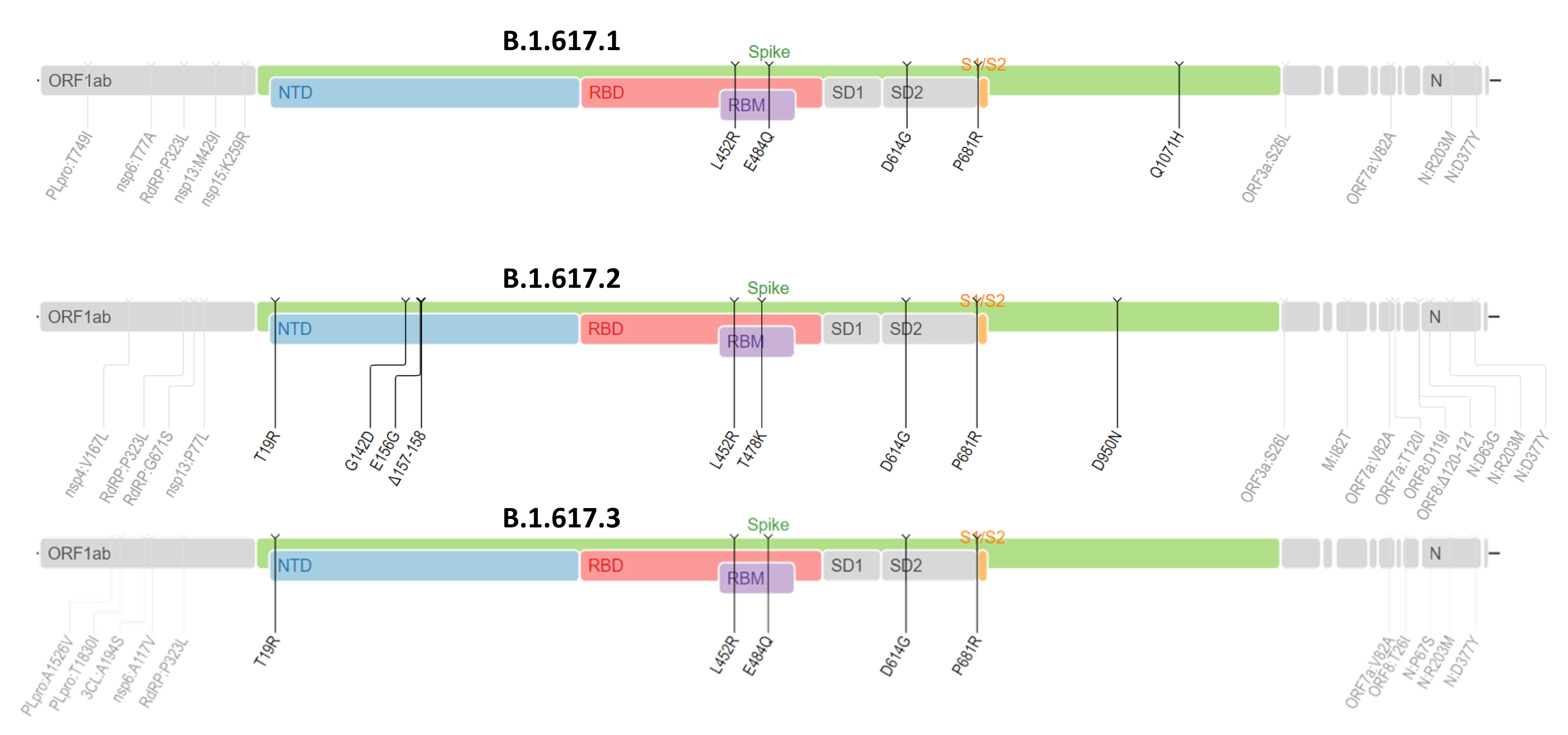
Die drei Untervarianten von B.1.617 – Spike-Proteine mit Mutationen.
Bei dominierender B.1.617.2 (Delta) sind L452R, T478K, D614G und P681R von besonderem Interesse (Mitte).
Die Mutation E484Q tritt bei ihr nicht auf – anders als bei 1.617.1 (Kappa) und 1.617.3.

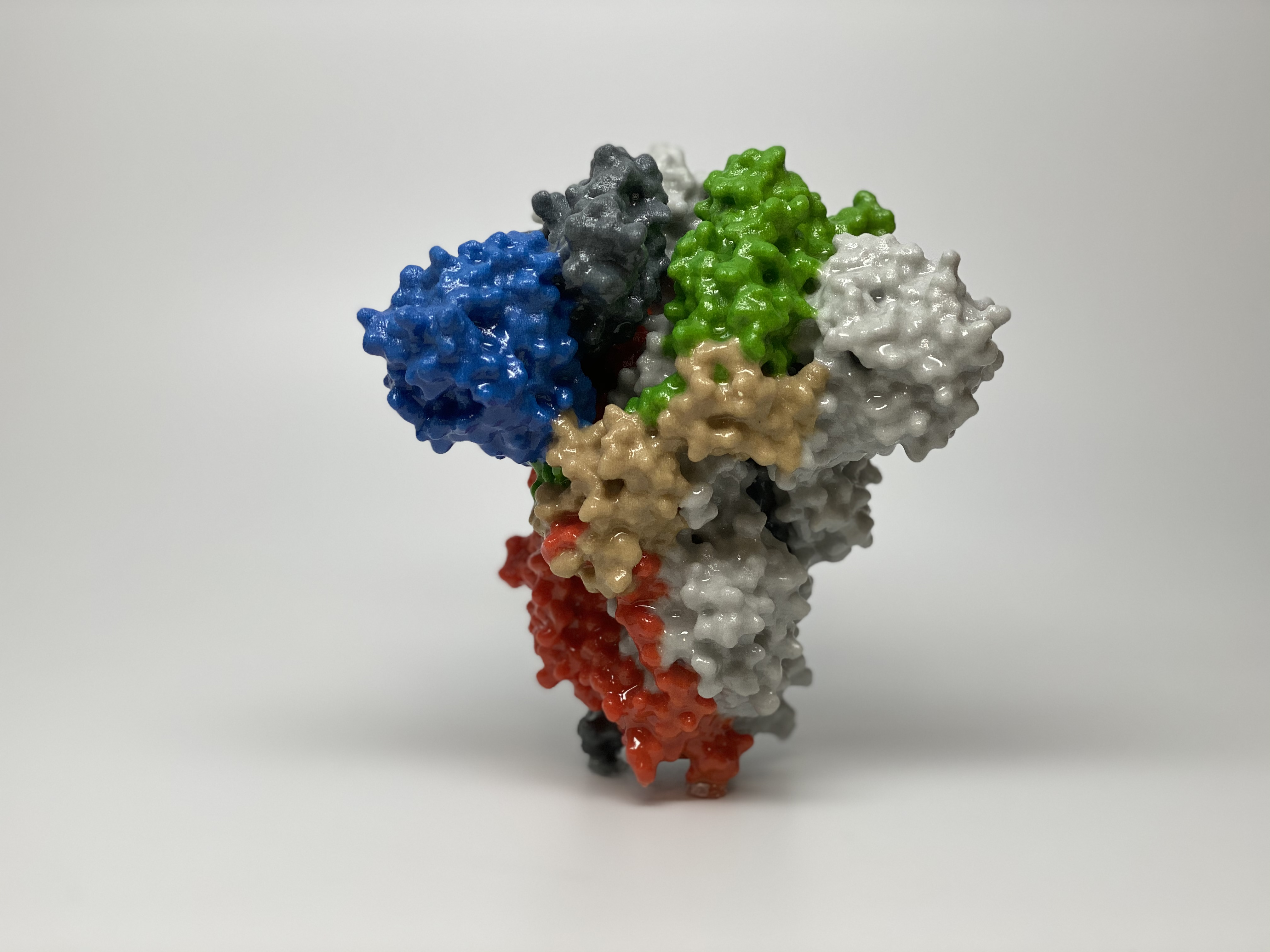
Plastische Darstellung eines SARS-CoV-2-Spike-Proteins

Um sich zu replizieren leiten Viren ihre Erbinformationen in eine Wirtszelle ein. Kleine Kopierfehler treten bei jeder Reproduktion auf und jeder dieser Fehler verändert auch den genetischen Code des Virus. Das Spike-Protein wird in die Hülle von SARS-CoV-2 eingebaut und vermittelt den Eintritt des Virus in Wirtszellen.
Bei der Variante B.1.617 führen 13 Mutationen zu Aminosäureveränderungen.
Die Klade wird nochmals in die Subkladen B.1.617.1 (Kappa), B.1.617.2 (Delta) und B.1.617.3 eingeteilt. Diese haben Mutationen an den Positionen 452 und 681 des Spike-Proteins gemeinsam, ansonsten unterscheiden sie sich aber genetisch deutlich. Schon im Mai 2021 epidemiologische gab es Hinweise, dass die Untervariante Delta eine erhöhte Übertragbarkeit aufweist, die zumindest der Übertragbarkeit von Variante Alpha (B.1.1.7) gleichkommt. Solche Genveränderungen werden auch Fluchtmutationen genannt.
Ribonukleinsäure
Mutationen L452R und P681R: Durch sie wird an Position 452 des Spike-Proteins die Aminosäure Leucin (L) durch Arginin (R) ersetzt. Die Mutation 681 führt dazu, dass die Variante B.1.617 die infektionsbedingte Zellfusion verstärkt.
 Mutation E484Q (nur bei Kappa 1.617.1 & 1.617.3): Durch sie wird an Position 484 des Spike-Proteins die Aminosäure Glutaminsäure (E) durch Glutamin (Q) ersetzt. Mutationen an Position 484 sind in den Variante Beta (B.1.351), Gamma (P.1) und teilweise auch in der Variante Alpha aufgetreten (E484K).
Die Untervarianten B.1.617.1 und B.1.617.3 sind durch die Mutationen E484Q und L452R gekennzeichnet, beide betreffen das Spike-Protein des Virus. Das Robert Koch-Institut (RKI) hat diese Veränderungen im Mai 2021 mit einer „reduzierten Neutralisierbarkeit durch Antikörper oder T-Zellen“ in Verbindung gebracht. Die Wissenschaftler untersuchten die Übertragbarkeit mit Hilfe pseudotypisierter, vesikulärer Stomatitis-Viren (VSV), die entweder das Spike-Protein des Wildtyps von SARS-CoV-2 oder das Spike-Protein der Varianten B.1.617 oder B.1.351 (Beta) exprimierten.
Membranfusion
Um eine Membranfusion zu vermitteln und eine Infektion zu verursachen, muss das Spike-Protein, bestehend aus einer Rezeptor-bindenden Untereinheit (S1) und einer Fusionsuntereinheit (S2), gespalten werden. Die Furin-Spaltungsstelle ist die Verbindungsstelle, an der dies stattfindet. Die Variante Delta (B.1.617.2) enthält eine Prolin-Arginin-Substitution in der Nähe dieser Spaltungsstelle an Position 681, die die Sequenz weniger sauer macht. Dies bewirkt, dass Furin effektiver erkennt und schneidet, sodass mehr Spike-Proteine stimuliert werden, um in menschliche Zellen einzudringen. Die virale Infektiosität und Übertragbarkeit wird durch die Mutation gesteigert.
Die B.1.617-Linie ist wie beschrieben nicht homogen, was bemerkenswert ist, da mehrere Mutationen in einer Unterlinie fixiert sind. Dies kann Gründereffekte oder ähnliche selektive Zwänge widerspiegeln, die auf diese aufkommenden Varianten wirken.